# 金薮乡
金薮乡是中国湖南湘潭市湘乡市下辖的一个乡，辖有金薮、丰山、荷塘、辅正、白沙、耙石、薮岭、龙门、竹园、花桥、普石、独石、永乐、地南、扶康、长乐、河山、珍珠、东陵、八眼、江家、属南、堆子、马坪、红石、团山、麦子、抱石、南星29个村委会。

## 行政区划
桥头溪乡下辖以下地区：<ref>. 中华人民共和国国家统计局. 2023 （中文（中国大陆））.
金薮村、丰山村、荷塘村、辅正村、白沙村、耙石村、薮岭村、龙门村、竹园村、花桥村、普石村、独石村、永乐村、地南村、扶康村、长乐村、河山村、珍珠村、东陵村、八眼村、江家村、属南村、堆子村、马坪村、红石村、团山村、麦子村、抱石村和南星村。